# Mesnil-Saint-Georges
Pour les articles homonymes, voir Mesnil et Saint-Georges.
Mesnil-Saint-Georges est une commune française située dans le département de la Somme en région Hauts-de-France.

## Géographie

### Localisation
Mesnil-Saint-Georges est un village picard de l'Amiénois et est limitrophe de l'Oise.
Limitrophe de Montdidier, la localité est située à 10 km au nord de Maignelay-Montigny, 20 km au sud-ouest de Roye, 33 km au nord-ouest de Compiègne, 33 km au sud-est d'Amiens et à 38 km au nord-est de Beauvais, à vol d'oiseau.
Le territoire de la commune est limitrophe de ceux de sept communes.
Les communes limitrophes sont Ayencourt, Royaucourt, Welles-Pérennes, Le Cardonnois, Courtemanche, Fontaine-sous-Montdidier et Montdidier.

### Hydrographie
La commune est située dans le bassin Artois-Picardie. Elle n'est drainée par aucun cours d'eau.

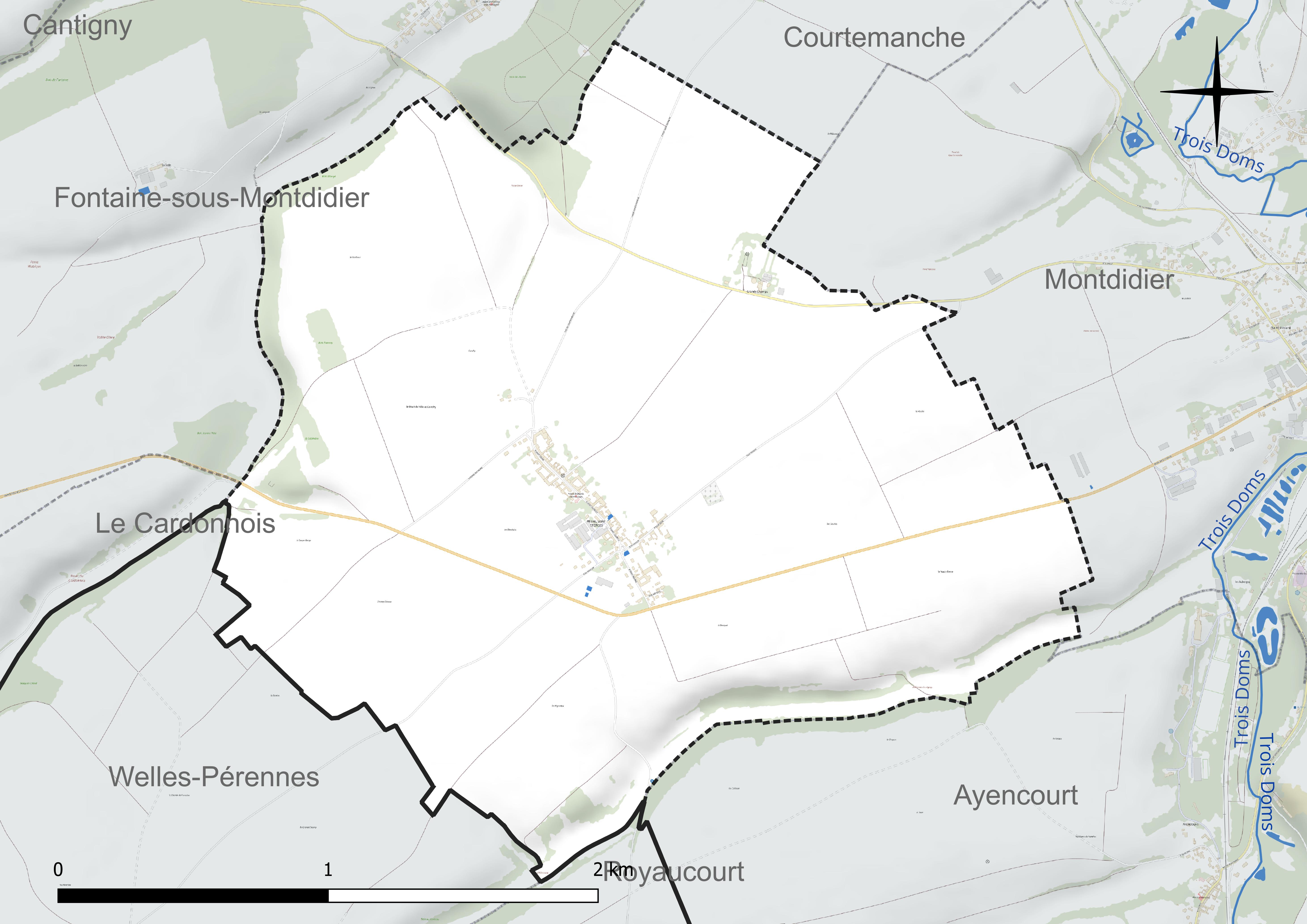
Réseau hydrographique de Mesnil-Saint-Georges.

### Climat
Pour des articles plus généraux, voir Climat des Hauts-de-France et Climat de la Somme.
En 2010, le climat de la commune est de type climat océanique dégradé des plaines du Centre et du Nord, selon une étude du CNRS s'appuyant sur une série de données couvrant la période 1971-2000. En 2020, Météo-France publie une typologie des climats de la France métropolitaine dans laquelle la commune est exposée à un climat océanique et est dans la région climatique Nord-est du bassin Parisien, caractérisée par un ensoleillement médiocre, une pluviométrie moyenne régulièrement répartie au cours de l'année et un hiver froid (3 °C).
Pour la période 1971-2000, la température annuelle moyenne est de 10,4 °C, avec une amplitude thermique annuelle de 14,4 °C. Le cumul annuel moyen de précipitations est de 677 mm, avec 11,2 jours de précipitations en janvier et 8,1 jours en juillet. Pour la période 1991-2020, la température moyenne annuelle observée sur la station météorologique la plus proche, située sur la commune de Godenvillers à 6 km à vol d'oiseau, est de 11,1 °C et le cumul annuel moyen de précipitations est de 701,9 mm,. Pour l'avenir, les paramètres climatiques de la commune estimés pour 2050 selon différents scénarios d'émission de gaz à effet de serre sont consultables sur un site dédié publié par Météo-France en novembre 2022.

## Urbanisme

### Typologie
Au 1er janvier 2024, Mesnil-Saint-Georges est catégorisée commune rurale à habitat dispersé, selon la nouvelle grille communale de densité à sept niveaux définie par l'Insee en 2022.
Elle est située hors unité urbaine. Par ailleurs la commune fait partie de l'aire d'attraction de Montdidier, dont elle est une commune de la couronne,. Cette aire, qui regroupe 23 communes, est catégorisée dans les aires de moins de 50 000 habitants,.

### Occupation des sols
L'occupation des sols de la commune, telle qu'elle ressort de la base de données européenne d'occupation biophysique des sols Corine Land Cover (CLC), est marquée par l'importance des territoires agricoles (94,6 % en 2018), en diminution par rapport à 1990 (99,4 %). La répartition détaillée en 2018 est la suivante : 
terres arables (83,1 %), zones agricoles hétérogènes (11,5 %), zones urbanisées (4,7 %), forêts (0,6 %). L'évolution de l'occupation des sols de la commune et de ses infrastructures peut être observée sur les différentes représentations cartographiques du territoire : la carte de Cassini (XVIIIe siècle), la carte d'état-major (1820-1866) et les cartes ou photos aériennes de l'IGN pour la période actuelle (1950 à aujourd'hui).

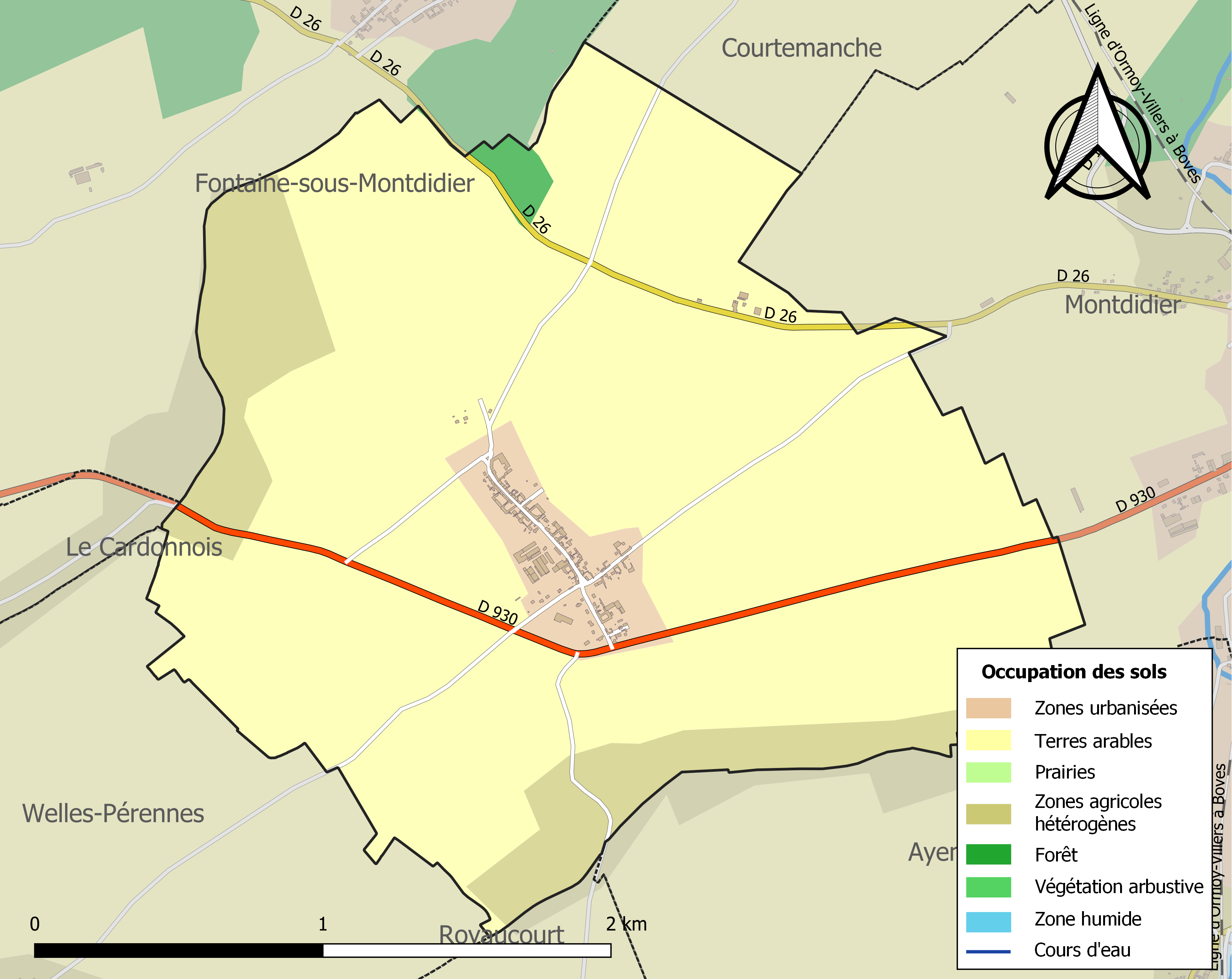
Carte des infrastructures et de l'occupation des sols de la commune en 2018 (CLC).

## Toponymie
Le nom de la localité est attesté sous les formes Mesnil en 1357 ; Le Mesnil St-Georges en 1567 ; Menil-S.-George en 1733 ; Mesnil-S.Georges en 1757 ; Maisnil S.-Georges en 1728.

« Mesnil », toponyme très répandu en France, à partir de Mansionem, le bas-latin a créé un nouveau terme dérivé du mot latin mansionile, diminutif de mansio, demeure, habitation, maison. Devenu en français médiéval maisnil, mesnil, « maison avec terrain ».

Saint-Georges fait référence à Georges de Lydda.
Le nom du village en picard est Mini ou Mini-Saint-Georges.

## Histoire
Le village a été complètement détruit pendant la Première Guerre mondiale ; deux briqueteries ont vu le jour pour la reconstruction qui a duré plusieurs années.
De nombreuses traces de la Première Guerre mondiale restent encore visibles notamment au lieu-dit le Coupe-Gorge.

## Politique et administration
| Période                                  | Période                      | Identité          | Étiquette | Qualité                                                      |
| ---------------------------------------- | ---------------------------- | ----------------- | --------- | ------------------------------------------------------------ |
| Les données manquantes sont à compléter. |                              |                   |           |                                                              |
| 1789                                     | 1792                         | Cave              |           |                                                              |
| 1792                                     | 1794                         | Maurice Catonnet  |           |                                                              |
| 1794                                     | 1799                         | Pierre Labitte    |           |                                                              |
| 1799                                     | 1837                         | Augustin Labitte  |           |                                                              |
| 1837                                     | 1865                         | Francisse Labitte |           |                                                              |
| 1866                                     | 1902                         | Alexandre Labitte |           |                                                              |
| 1902                                     | 1911                         | Arthur Catonnet   |           |                                                              |
| 1911                                     | 1925                         | Georges Sorel     |           |                                                              |
| 1925                                     | 1935                         | Honora Guyon      |           |                                                              |
| 1935                                     | 1944                         | Aimé Lebeque      |           |                                                              |
| 1944                                     | 1952                         | Léon Delaplace    |           |                                                              |
| 1953                                     | 1965                         | Romain Adriansen  |           |                                                              |
| 1965                                     | 1983                         | André Bral        |           |                                                              |
| 1983                                     | 2014                         | Christophe Blondé | DLR       | Agriculteur                                                  |
| 2014                                     | En cours (au 8 octobre 2020) | Gaël Bonnard      |           | Secrétaire de mairie retraité Réélu pour le mandat 2020-2026 |

## Démographie
L'évolution du nombre d'habitants est connue à travers les recensements de la population effectués dans la commune depuis 1793. Pour les communes de moins de 10 000 habitants, une enquête de recensement portant sur toute la population est réalisée tous les cinq ans, les populations de référence des années intermédiaires étant quant à elles estimées par interpolation ou extrapolation. Pour la commune, le premier recensement exhaustif entrant dans le cadre du nouveau dispositif a été réalisé en 2007.

En 2022, la commune comptait 211 habitants, en évolution de +14,05 % par rapport à 2016 (Somme : −1,26 %, France hors Mayotte : +2,11 %).
| 1793 | 1800 | 1806 | 1821 | 1831 | 1836 | 1841 | 1846 | 1851 |
| ---- | ---- | ---- | ---- | ---- | ---- | ---- | ---- | ---- |
| 191  | 225  | 226  | 235  | 237  | 236  | 236  | 236  | 232  |

| 1856 | 1861 | 1866 | 1872 | 1876 | 1881 | 1886 | 1891 | 1896 |
| ---- | ---- | ---- | ---- | ---- | ---- | ---- | ---- | ---- |
| 238  | 232  | 214  | 208  | 192  | 199  | 171  | 176  | 158  |

| 1901 | 1906 | 1911 | 1921 | 1926 | 1931 | 1936 | 1946 | 1954 |
| ---- | ---- | ---- | ---- | ---- | ---- | ---- | ---- | ---- |
| 150  | 162  | 158  | 125  | 187  | 208  | 171  | 150  | 164  |

| 1962 | 1968 | 1975 | 1982 | 1990 | 1999 | 2006 | 2007 | 2012 |
| ---- | ---- | ---- | ---- | ---- | ---- | ---- | ---- | ---- |
| 151  | 133  | 144  | 120  | 137  | 147  | 173  | 177  | 177  |

| 2017 | 2022 | - | - | - | - | - | - | - |
| ---- | ---- | - | - | - | - | - | - | - |
| 188  | 211  | - | - | - | - | - | - | - |

## Culture locale et patrimoine

### Lieux et monuments
- Église Saint-Georges.

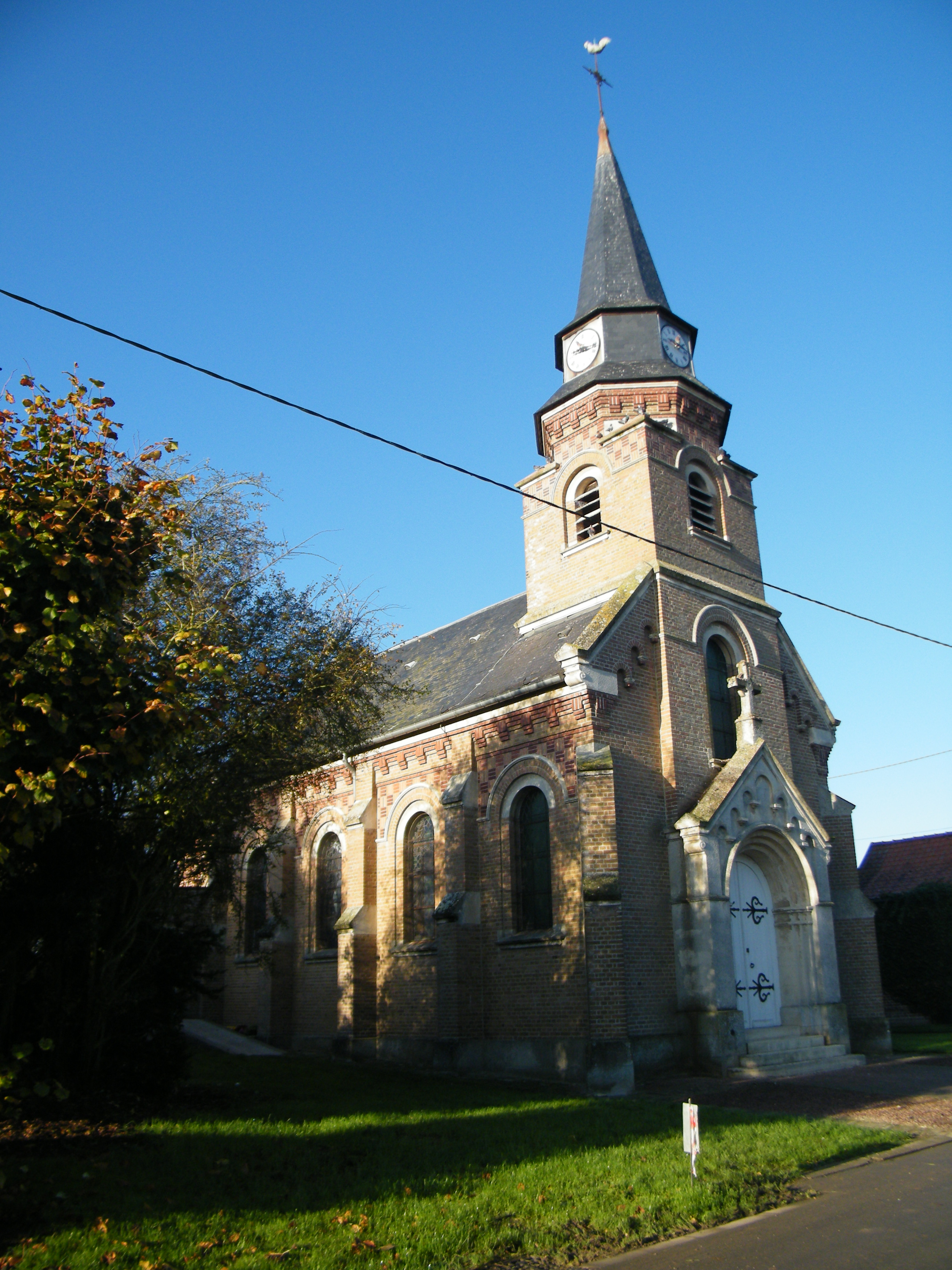
Église.
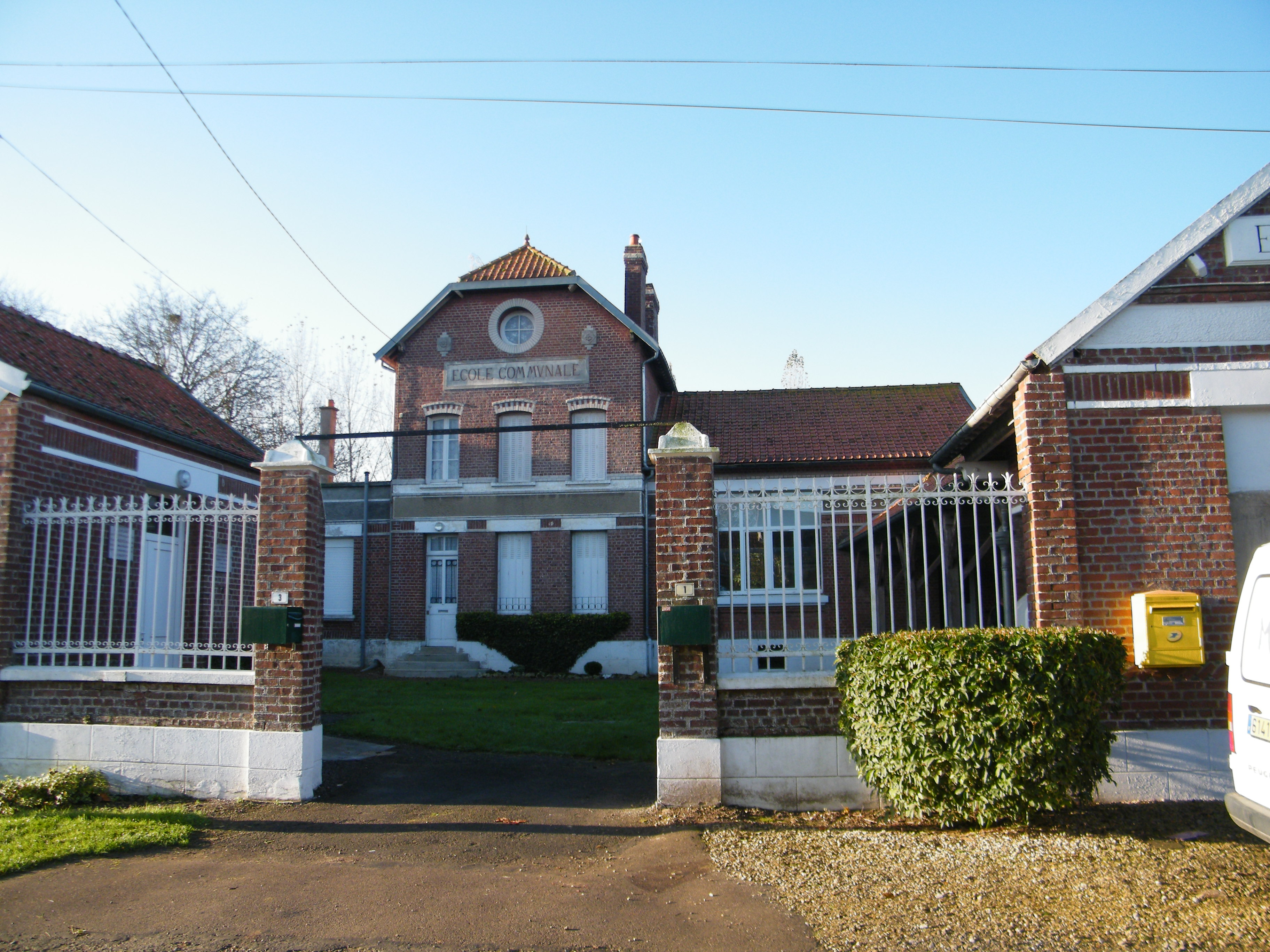
École.
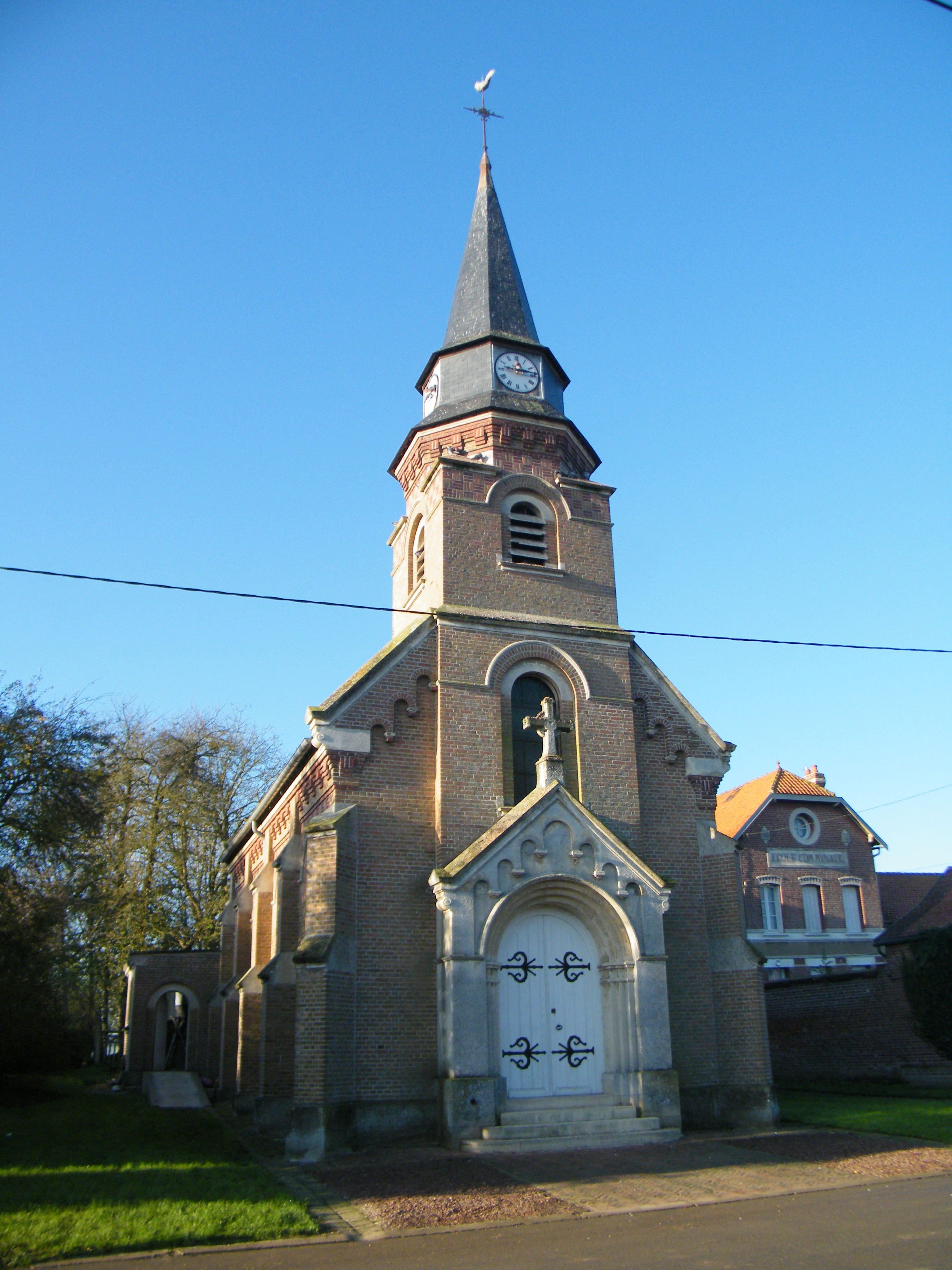
Autre vue de l'église.